# Национално движение „Зелени патрули“
Национално движение „Зелени патрули“ е българска неправителствена организация, възникнала в началото на 90-те години на 20 век, в резултат на демократичните промени в България, направили възможно свободното сдружаване на гражданите.
В този период възникват множество такива организации, защитаващи екологични каузи. Името на организацията също не е уникално. То е използвано широко и преди, и след тях, без връзката между тези организации, съществували по различно време, да е напълно изяснена. Въпросът дали отделни лица през годините са преминавали като членове от една такава организация в друга, не е изследван.
Първите „Зелени патрули“ в България възникват през 1979 г., когато в Държавен вестник, бр.93 от 23 ноември 1979 г. е публикуван "ПРАВИЛНИК ЗА ДЕЙНОСТТА НА ПРИРОДОЗАЩИТНИТЕ ОТРЯДИ И КОМАНДИТЕ „ЗЕЛЕНИ ПАТРУЛИ“, които се изграждат като постоянни природозащитни отряди в низовите организации на Отечествения фронт, във висшите учебни заведения, дружествата на БТС, БЛРС и СБА.
Макар възникналата през 90те организация да приема същото име, не е ясно дали тя може да се смята за правоприемник на някоя от организациите от 1979-та. В някои свои документи те посочват година на основаване 1980-та, но никъде не е посочено за наследник на коя от възникналите според правилника от 79-та организации се самоопределят. Без да се посочват конкретни документи, в други източници е посочена годината 1988-а.
Национално движение „Зелени патрули“ съществуват до 2011 година, когато се пререгистрират като „Независимо дружество Зелени патрули“
Основните цели на сдружението са откриване на екологично застрашени райони, включително и на труднодостъпни места; обединяване усилията на природозащитно организации и граждани, любители на природата и радетели за екологично чиста околна среда; провеждане на инициативи за откриване на екологично застрашени райони, отстраняване на причините и условията за тяхното замърсяване; актуализиране на съществуващите екологични граници и изготвяне на предложения за създаване на нови защитени територии.
Предметът на дейност на дружеството е: разкриване и оповестяване на реалната екологична обстановка в България; повишаване на екологичната култура на обществото; осъществяване на предложения за подобряване на нормативната база в областта на защита на околната среда; привличане към активни действия по откриване и проучване на екологично застрашени райони на съмишленици и привърженици от всички възрасти; организиране на школи и курсове за обучение в областта на опазване на околната среда; отстояване общите права и интересите на своите членове пред централните и местни държавни органи и държавна администрация, сродни български, чуждестранни организации и сдружения, както и пред други институции; организиране на населението за екологична самозащита.
Допълнителна стопанска дейност: издателска дейност на специализирани информационни печатни произведения, рекламна и информационна дейност, маркетингови проучвания и анализи, транспортна дейност и всички други стопански дейности, свързани с осъществяване и популяризиране на дейността в областта на опазване на околната среда и разрешени от ЗЮЛНЦ.
Макар да е от първите значими природозащитни организации от 90-те, радващи се на масов интерес, „Зелени патрули“ никога не развиват мащабна дейност на национално ниво и не изграждат регионални структури. Споменавани са спорадично в средствата за масова информация, най-вече във връзка с малки проекти и инициативи с местно значение:
Според вестник „Банкеръ“ през 1994 г. „Зелени патрули“ се обявява срещу строителството на деривацията Джерман-Скакавица, а по-късно – в полза на застрояването на Витоша. През 1998 организацията получава субсидия равняваща се на 7000 долара в 12,3 млн.неденоминирани лева от Столична община за изготвяне на проекти за пет центъра за кастриране на бездомните кучета, от които в условията на криза и току-що навлизащия валутен борд е построен един в район Слатина.
През 2002 г. „Зелени патрули“ е съорганизатор на хепънинг-демонстрация, който е част от Седмицата на земята. По същото време движението организира национална конференция на неправителствени организации, което предизвиква недоволството на други организации с подобен характер.
През 2007 г. движението е сред организациите, противопоставящи се на включването на земи в проекта Натура 2000 без съгласието на техните собственици.
На 27 февруари 2007 г. изхвърлят „Зелени патрули“ от офиса им в центъра на София.
На 27 септември 2007 г. пожар изгаря наблюдателният пункт на „Зелени патрули“ в Иракли.
На 23 септември 2008 г. след кратко боледуване в Института за спешна медицинска помощ „Пирогов“ почива Амадеус Кръстев.
2011 Общо събрание на Зелени патрули избира ново ръководство с председател Иво Кунев, който става и Национален кординатор. Той остава на тази позиция до м. май 2012, когато загива при нещастен случай.
До 2013 г. организацията стопанисва хижа „Есперанто“ в ПП „Витоша“.
Съгласно документите за регистрация след 2011 година не са провеждани общи събрания, не са избирани управителни органи, не са подавани отчети за дейността, поради което най-късно към 2016 г. организацията може да се смята за прекратила дейността си.
За „Зелени патрули“ има създадена страница в социалната мрежа „Фейсбук“
В ново време името продължава да се използва от неформални организации:
- „Зелени патрули“ към библиотеката на Народно читалище „Развитие 1893“ – Белоградчик
- „Зелени Патрули“ при СУ „Д-р Петър Берон“-Свиленград
- „Зелените патрули“ на СУ „Панайот Волов“ в Шумен
- „Зелени патрули“ при читалищната библиотека и СУ „Св.св. Кирил и Методий“ -Криводол и др.